# Syodon
Syodon foi um gênero de pequenos e médios terapsídeos, provavelmente onívoros que viveu a partir do final do Guadalupiano (Capitaniano) na Rússia. A primeira descrição da espécie-tipo Syodon biarmicum foi escrita pelo cientista russo Stephan Semjonowitsch Kurtoga baseado em uma única presa.
Os fósseis da espécie tipo foram encontrados no oeste dos montes Urais, cópias adicionais estavam perto de Ischejewo na república russa do Tartaristão. O paleontólogo russo Juri Alexandrowitsch Orlow descreveu em 1940, um novo tipo, Syodon efremovi, que sobreviveu, mas é insuficiente e provavelmente, um sinônimo de Syodon biarmicum ou um representante juvenil da espécime Titanophoneus.